# ルーシ内戦 (1097年 - 1100年)
ルーシ内戦（ルーシないせん）と題する本項は、1097年から1100年にかけてのルーシ（キエフ大公国領域）における諸公国間の内戦をまとめたものである。
（留意事項）：本頁の地名は旧称を用いているものがある。また、便宜上ロシア語表記に基づく転写に統一している。現在の名称についてはリンク先を参照されたし。

## 概要
内戦は南西ルーシの諸公（ヴォルィーニ公対テレボヴリ公・ペレムィシュリ公）の対立に、ドニエプル川流域の諸公国の公（キエフ大公等）が介入し、またハンガリー王国、ポロヴェツ族の軍勢も援軍として参戦した。
内戦の発端は、先の内戦の後に、諸公のヴォチナ(ru)（世襲領）の配分を定めたリューベチ諸公会議（1097年）の決定をヴォルィーニ公ダヴィドが破り、テレボヴリ公ヴァシリコを攻撃したことによる。内戦前半はテレボヴリ公ヴァシリコとその兄のペレムィシュリ公ヴォロダリに、キエフ大公スヴャトポルクが援助する形で戦闘が行われた。また、リューベチ諸公会議に参加した他の諸公は、反ダヴィドの立場に立った。しかしヴォルィーニ公ダヴィドを駆逐した後、キエフ大公スヴャトポルクは、テレボヴリ公ヴァシリコ、ペレムィシュリ公ヴォロダリへも攻撃を加える。この時期にヴォルィーニ公ダヴィドが反攻を開始し、ウラジーミル・ヴォルィンスキー（ヴォルィーニ公国の首都）を奪還した。また、この時期にはスヴャトポルク側にハンガリー王国、ダヴィド側にポロヴェツ族がそれぞれ援軍を送っている。
いくつかの戦闘を経たこの内戦は、1100年のウヴティチ諸公会議(ru)（ヴィティチェフ諸公会議とも）において、講和条約が結ばれた。

## 前史
1054年、キエフ大公ヤロスラフは、息子たちをルーシ各地のクニャージ（公）として配置して死去した。南西ルーシの主要都市ウラジーミル・ヴォルィンスキーにはイーゴリが配されていたが、イーゴリは1056年に異動し、南西ルーシ全域はキエフ大公位にあったイジャスラフ（本頁の内戦時にキエフ大公位にあるスヴャトポルクの父）の手の内に入った。1077年にはイジャスラフの息子のヤロポルクがヴォルィーニ公位に就いた。
しかし1084年から1086年にかけてのヴォルィーニ公国内での内紛によって、ヴォルィーニ公国領には複数の公国が成立した。すなわち、ヴォルィーニ公国領の都市ペレムィシュリ、ズヴェニゴロド、テレボヴリを、長兄リューリク（ペレムィシュリ公となる。ペレムィシュリ公国の創設。）、次兄ヴォロダリ（ズヴェニゴロド公・ズヴェニゴロド公国）、末弟ヴァシリコ（テレボヴリ公・テレボヴリ公国）の3兄弟が入手して打ち立てた公国である。彼ら3兄弟はキエフ大公ヤロスラフの曾孫、ロスチスラフの子にあたるが、父のロスチスラフ（死亡時はトムタラカニ公）が死亡した際に父領の継承権を失い、イズゴイ・クニャージ（領土や領土継承権のない公）としてヤロポルクの元に身を寄せていた。ヤロポルクはこの3兄弟との戦闘のさなかに殺害された。しかしヴォルィーニ公国は、このときキエフ大公位にあったフセヴォロドによってダヴィド（上記の、1056年までヴォルィーニを統治していたイーゴリの子。）に与えられた。なお、このときスヴャトポルクはトゥーロフのみを所持していた。
1093年、キエフ大公フセヴォロドの死によってトゥーロフ公スヴャトポルクがキエフ大公位に就いた。また、チェルニゴフ、ペレヤスラヴリにはキエフ大公フセヴォロドの子たちが公位にあった（ペレヤスラヴリ公はロスチスラフ（ストゥグナ川の戦いで死亡）からウラジーミル（ウラジーミル・モノマフ）となり、チェルニゴフ公にはオレグが就いた。）。南西ルーシの諸公国では、3兄弟のうちのリューリクは1092年に死亡したため、次兄ヴォロダリがリューリク領を相続してペレムィシュリ公となった。末弟のテレボヴリ公ヴァシリコ、またヴォルィーニ公ダヴィドは依然継続して公位にあった。
1094年から1097年にかけて、東ルーシの諸公位をめぐる内戦が勃発した（ルーシ内戦 (1094年 - 1097年)参照）。この内戦の終結後、リューベチ諸公会議において、諸公の領土の承認と、領土をヴォチナ(ru)（世襲領・父祖の地）として、子孫に継承させていく原則が定められた。ヴォロダリ・ヴァシリコ兄弟、ダヴィドらの南西ルーシの諸公の公位もこの会議で承認された。

## 発端
『原初年代記』によれば、リューベチ諸公会議の後、ヴォルィーニ公ダヴィドが、キエフ大公スヴャトポルクの所有する都市の1つでテレボヴリ公ヴァシリコを捕らえ、その両目をえぐったことが記されている。伝統的に、内戦の発端はこの事件であるとみなされている。この事件の後ダヴィドはテレボヴリを得るための遠征軍を発しており、所領を拡大しようとするダヴィドの欲求が看過される。また、事件後の交渉の席において、ダヴィドとスヴャトポルクが協調路線をとった原因としては、ヴァシリコがヴォルィーニとトゥーロフを、ペレヤスラヴリ公ウラジーミル・モノマフがキエフを手中に収めるべく同盟したという密告によると記されている。年代記によれば、ヴォルィーニ公ダヴィドは、キエフ大公スヴャトポルクに、テレボヴリ公ヴァシリコとペレヤスラヴリ公モノマフを中傷するトゥリャク、ラザリ、ヴァシリらを送っている。
一部の歴史家は、このヴァシリコとモノマフに向けられた嫌疑は、事実無根のものではないとみている。ヴァシリコが目をえぐられたすぐ後に、モノマフはノヴゴロド・セヴェルスキー公オレグ、チェルニゴフ公ダヴィド兄弟（ヴォルィーニ公のダヴィドとは別人）と共に、ゴロデツ（現ウクライナ・オステール）で諸公会議を開催し、この事件を解決した場合にはモノマフがキエフ大公位に就くことを取り決めている。とはいえ、実際はキエフ大公位にあったスヴャトポルクに対しては、ダヴィドの懲罰を要求するのみにとどまった。

## 経過
内戦前半

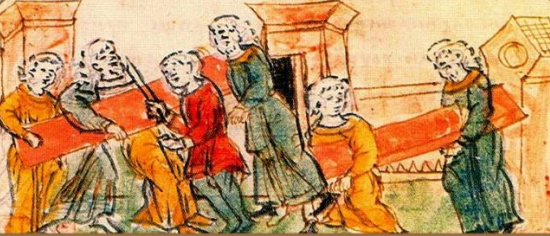
襲われるヴァシリコ　（ラジヴィル年代記・15世紀）

ヴァシリコの目をえぐったダヴィドは、ヴァシリコを捕虜として自領のウラジーミル・ヴォルィンスキーへと向かった。さらにテレボヴリの攻略を試みたが、その途上でヴァシリコの兄・ペレムィシュリ公ヴォロダリの軍勢と遭遇し、ブジスクで包囲された。その後ウラジーミル・ヴォルィンスキーでも包囲戦となり、ヴァシリコの解放を余儀なくされた。ヴォロダリはさらに中傷者のラザリ、ヴァシリの隠れていたトゥリースクを包囲した。ラザリらはトゥリースクの人々によって摘発され、ヴァシリコの子らに殺された。
また、リューベチ諸公会議の参加者であるペレヤスラヴリ公ウラジーミル・モノマフ、ノヴゴロド・セヴェルスキー公オレグ、チェルニゴフ公ダヴィドらはタヴィドとスヴャトポルクに怒りを示した。1098年、モノマフ、オレグ、ダヴィドらがドニエプル川を越えてキエフに迫ると、スヴャトポルクはダヴィドを罰せよという要求を飲んだ。一方ダヴィドはポーランド人傭兵を雇い、抵抗の構えを見せた。スヴャトポルクは出兵し、始めベレスチエ付近のブク川河畔でポーランド軍と遭遇したが交戦はせず、ピンスクで兵を補充したのち、7週間に渡ってウラジーミル・ヴォリンスキーを包囲した。ダヴィドはチェルヴェン(ru)へ逃れ、スヴャトポルクはウラジーミル・ヴォリンスキーに入城した。それは1099年4月9日の聖大土曜日のことである。ヴォルィーニ公には息子のムスチスラフを据えた。
内戦後半
しかしスヴャトポルクはそれで満足せず、ヴォロダリ・ヴァシリコ兄弟に対して軍を進めた。チェルニゴフ公ダヴィドの子のルーツク公スヴャトスラフ(ru)らの軍と合流したスヴャトポルクは、ロジュナ平原の戦いでヴォロダリ・ヴァシリコ兄弟を破った。
ロジュナ平原の戦いの後に、スヴャトポルクの子・ヤロスラフは、義父のハンガリー王カールマーンに、ヴォロダリ・ヴァシリコ兄弟に対する援軍を要請した。これに対し、ヴォロダリは自領首都のペレムィシュリの守備に徹した。この時、かつてのヴォルィーニ公ダヴィドがポロヴェツ族のハン・ボニャークと連合し、ハンガリー王国軍に攻撃を加えた。伏兵に襲われたハンガリー軍はヴァグルの戦い(ru)に破れた。
ヴァグルの戦いで勝利を収めたダヴィドは攻勢に転じ、ウラジーミル・ヴォリンスキーを守るヴォルィーニ公ムスチスラフを包囲した。なお年代記は、守兵はピンスク、ベレスチエ、ヴィゴシェフ(ru)の軍勢で構成されていたことを伝えるが、ヴォルィーニ軍の守兵に関しては言及していない。6月12日、ムスチスラフは城壁付近で射られ負傷するが、キエフのヴォエヴォダ（軍司令官）プチャタと、ルーツク公スヴャトスラフ(ru)の援軍が間に合い、8月5日にダヴィドの軍を破った。
その後もダヴィドはボニャークと共にルーツクを襲い、スヴャトスラフをルーツクから放逐し、一時ウラジーミル・ヴォルィンスキーの占領に成功する。しかし、獲得した領土は1100年のウベティチ諸公会議(ru)で結ばれた平和条約においては承認されなかった。

## 結果
1100年にウベティチ諸公会議(ru)が開催され、内戦の終結宣言と戦後処理が決定された。ヴォルィーニはキエフ大公領のボロスチ(ru)（小公国）となり、スヴャトポルクの子のヤロスラフがナメストニク（代官）として据えられた。ヴォルィーニを没収されたダヴィドは、ドロゴブージュ、ブジスク、オストログ、ヅブノ、チャルトルィンスクと400グリヴナ（モノマフより200、ノヴゴロド・セヴェルスキー公オレグ、チェルニゴフ公ダヴィド兄弟より200）を代償として得た。ヴァシリコ・ヴォロダリ兄弟はそれぞれの公位に継続して就いている。